# Slot 1
Slot 1 – gniazdo procesora stworzone przez firmę Intel przeznaczone dla procesorów Intel Pentium II oraz Intel Pentium III i Intel Celeron. Gniazdo to ma 242 styki kontaktowe. Ma architekturę podobną do gniazda Socket 370, wskutek czego za pomocą specjalnych przejściówek procesory przeznaczone dla Socket 370 można umieścić w gnieździe Slot 1.

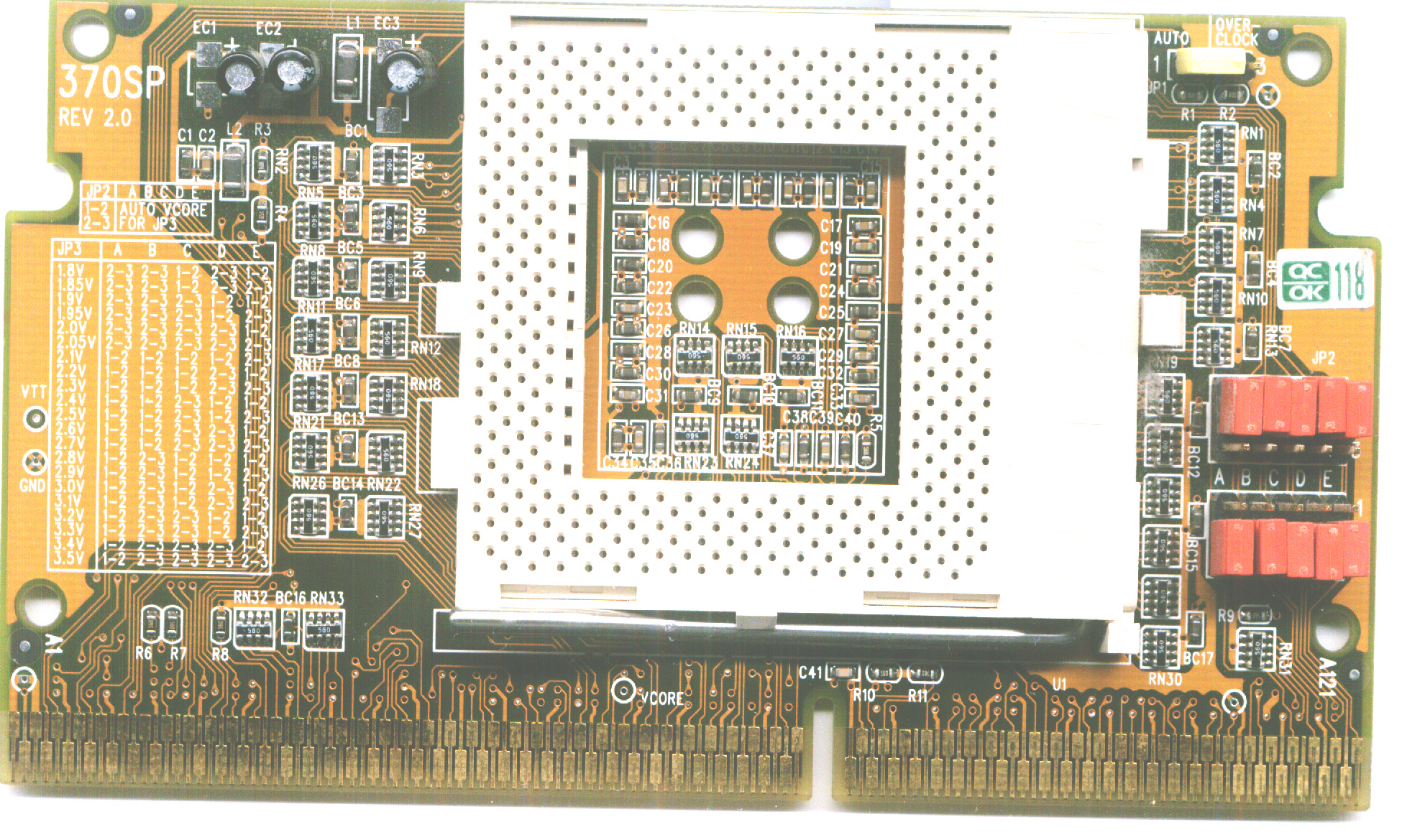
adapter umożliwiający podłączanie procesorów na socket 370